# Miguel Ángel Luque
Miguel Ángel Luque Santiago (Sabadell, 23 juli 1990) is een Spaans voetballer. Hij speelt als middenvelder bij UD Almería.

## Clubvoetbal
Luque groeide op in Manresa. Hij speelde in de jeugdelftallen van Espanyol en Fundación Ferran Martorell. Van 2005 tot 2009 was de middenvelder actief bij de jeugd- en reserve-elftallen van Villarreal CF. In 2009 werd Luque gecontracteerd door FC Barcelona voor het tweede elftal, Barça Atlètic. Na één seizoen vertrok hij naar Primera División-club UD Almería.

### Statistieken
| seizoen    | club          | land   | competitie                 | wed. | goals |
| ---------- | ------------- | ------ | -------------------------- | ---- | ----- |
| 2009/10    | Barça Atlètic | Spanje | Segunda División B Grupo 3 | 21   | 0     |
| Bijgewerkt | 21-06-2010    |        |                            |      |       |

## Nationaal elftal
Luque speelt in de Spaanse jeugdselecties. Hij werd in 2009 opgenomen in de voorselectie voor het Europees kampioenschap onder-19, maar de middenvelder haalde uiteindelijk de definitieve toernooiselectie niet.